# Сиксна, Жорж
Жорж Си́ксна (латыш. Žoržs Siksna; 12 апреля 1957) — советский и латвийский певец.

## Биография
Жорж Сиксна родился 12 апреля 1957 года в посёлке Аугсткалне, на территории нынешнего Терветского края Латвии. Один из самых популярных поп-певцов начиная с 20 века.70-тых годов с устойчивым исполнением и в академическом жанре.
Учился в Терветской школе им. А. Бригадере и Елгавской музыкальной школе (класс кларнета). Брал уроки вокала у Леонида Заходника. Работал солистом в елгавском оркестре «Gamma» и рижском вокально-инструментальном ансамбле «Modo» Латвийской государственной филармонии (с 1973 года), солистом Эстрадного оркестра Латвийского телевидения и радио (1978—1989).
Был первым исполнителем многих песен Раймонда Паулса. Некоторые из них позже приобрели всесоюзную известность, но будучи исполнены другими артистами на русском языке («Танец на барабане», «Зелёный свет», «Делу — время», «Золотая свадьба»).
Принимал участие в записи альбома с песнями из мюзикла Раймонда Паулса «Сестра Керри» (1979) и в постановке мюзикла «Слуги дьявола» (2005). В 1995 году вышел сольный альбом Жоржа Сиксны «Vasaras vīns».
Дискография
Раймонд Паулс- Сестра Кэрри (LP, Мелодия, 1979)
Голос молодежи- (LP, Мелодия, 1979)
Иварс Вигнер- Золотая песня (LP, Мелодия, 1982)

Жорж Сиксна в 2018 году

Раймонд Паулс.-Укуси палец (LP, Мелодия, 1985)
Раймонд Паулс- У старой петли (ЛП, Мелодия, 1986)
Эдуард Розенштраух- Эдуардс Розенштраух (LP, Мелодия, 1988)
Жорж Сиксна- Летнее вино (компакт-диск, отчеты микрофона, 1995)
Жорж Сиксна- Приходите вечером (CD, Mapls, 2000)
Жорж Сиксна- Не просто опера (CD, Лаула Р., 2007)
Жорж Сиксна- Мы встретились... (CD, Upe tuviem un tāliem, 2012)
Жорж Сиксна- Легенды (компакт-диск, записи с микрофона, 2017)